# Língua haroi
Haroi (Hroi) é uma língua châmica falada no Vietnã pelo povo Cham Hroi Hroi que vive nas províncias  Binh Dinh e Phu Yen no Centro-Sul do país.
Haroi faz parte do ramo Châmico das Línguas malaio-polinésias, sendo falada por 178.948 pessoas (censo 2019). 

## Outros nomes
Aroi, Bahnar Cham, Hoi, Hroi, Hroy or Hrway

## Escrita
A língua usa o alfabeto latino assim como a língua vietnamita
Sendo uma língua tonal apresenta 33 fonemas vogais, sendo letras simples, ditongos, com uma grande quantidade de diacríticos diversos.
Entre as consoantes não se usam as letras F, G, J, Q, C, Z. Usam-se as formas č, kh, ñ, hg, ph, th, ?w, ?y. ?